# دربند (ارومیه)
بند، روستایی است از توابع بخش سیلوانه و در شهرستان ارومیه استان آذربایجان غربی ایران.

## جمعیت
این روستا در دهستان ترگور قرار دارد و بر اساس سرشماری سال ۱۳۹۵ جمعیت آن ۶۰۰ نفر (۱۵۰ خانوار) است. دربند در نوار مرزی ایران و ترکیه قرار دارد. پیست اسکی خوشاکو نیز در روستای کناری دربند (روستای خوشاکو) قرار دارد و هرساله گردشگران زیادی را جهت انجام ورزش‌های زمستانی به خود جلب می‌کند. مردم روستا به کشاورزی و دامپروری مشغول هستند.[۱]